# Maria kom tillbaka
Maria kom tillbaka är en trippel-cd av Ulf Lundell 19 november 1993. Albumet är ett livealbum med låtar från sommarturnén 1993, samt tre nyskrivna låtar inspelade på Grand Hotel i Lund. Albumet gavs också ut i en begränsad utgåva i vinyl (500 ex) i form av en box med fyra lp-skivor.

## Låtlista

### CD1
1. "Östra Svealand"
2. "Rött"
3. "Jag gav bort allt"
4. "Tre bröder"
5. "Herrarna"
6. "Bente"
7. "Danielas hus"
8. "Hon gör mej galen"
9. "Älskad och sedd"
10. "Hjärtat mitt"
11. "Gränsen"
12. "Nytt liv"

### CD2
1. "Kitsch"
2. "En kvinna som hon"
3. "Skyll på stjärnorna"
4. "Den vassa eggen"
5. "Chans"
6. "Stort steg"
7. "Lycklig, lycklig"
8. "När jag kysser havet"
9. "Kär och galen"
10. "Vid din grind igen"
11. "Öppna landskap"

### CD3
1. "Laglös"
2. "Evangeline"
3. "Rom i regnet"
4. "Ute på vägen igen"
5. "Dansa nu"
6. "(Oh la la) Jag vill ha dej"
7. "Sextisju, sextisju"
8. "Min vandrande vän"
9. "Isabella"
10. "Lång väg hem"
11. "Maria kom tillbaka"

## Medverkande
- Ulf Lundell - sång, elgitarr, akustisk gitarr, munspel
- Magnus Tengby - elgitarr, akustisk gitarr, sång
- Sten Booberg - elgitarr, akustisk gitarr, mandolin, synth, sång
- Hasse Engström - keyboards, blås- och stråkarrangemang
- Tomas Hultcrantz - bas
- Björn Gideonsson - trummor
- Ebba Forsberg - kör, dragspel, percussion
- Maria Blom - kör, akustisk gitarr, percussion
- Tommy Hanson - blås- och stråkarrangemang
- Erik Häusler, David Wilczewski, Olle Holmqvist, Lennart Wijk - blås
- Urban Werner - kontrabas
- Kjell Bjurling - cello
- Lars Arvinder - viola
- Bo Söderström, Gunnar Eklund, Tullo Galli, Anders Dahl, Bertil Orsin - violin
- Barbro Nettin - mezzosopran
- Pia Alsin - harpa
- Carl Lundell - elgitarr "Min vandrande vän"

## Listplaceringar
| Lista (1993-1994) | Topplacering |
| ----------------- | ------------ |
| Sverige           | 3            |